# Volvo 780
Volvo 780 är en personbilsmodell som tillverkades av Volvo mellan 1985 och 1990. Volvo 780 är en coupéversion av Volvo 760, ritad av italienska Bertone och tillverkades i liten upplaga. Bilen liknar systermodellerna i 700-serien Volvo 740 och Volvo 760, men var exteriört helt igenom ny. Volvo 780 tillverkades 1985-1991 i 8518 exemplar och monterades i Italien av Bertone.

## Historik
Volvo 780 premiärvisades i mars 1985 på Genèves bilsalong. Volvo lanserade den som sin toppmodell, med omfattande lyxutrustning som standard. Standardmotor var V6 (B280, även kallad PRV-motorn) på 170/147 hk. Den fanns även med rak fyra (B230GT/FT) med turbo som exportmodell. Ett ovanligt motoralternativ var den för Italien ämnade fyrcylindriga sextonventilsmotorn med turbo på 200 hk.  Även en sexcylindrig dieselmotor på 129 hk fanns att välja som alternativ.
780 kostade 1988 lika mycket som en Jaguar XJ6, och när Jaguar följande år sänkte sina priser med 50 000 kr blev 780 en förhållandevis dyr och svårsåld bil. Då bilen byggdes av Bertone i Italien, var det en kostsam bil att bygga, och den blev till slut inte lönsam. Detta var Volvos sista coupé tills C70 kom 1997. Runt 8500 bilar tillverkades och cirka 340 av dessa finns i Sverige.
Bilen planerades från början att få en turboladdad V6:a, baserad på B28-motorn, men med något mindre cylindervolym. Framgångsrika provkörningar genomfördes med motorn monterad i en vanlig 740/760-kaross, men i det mindre motorrummet i 780 blev motorn för varm[källa behövs]. Dessutom var grundmotorn på utgående, så det var aldrig aktuellt att introducera turbosexan i 760.

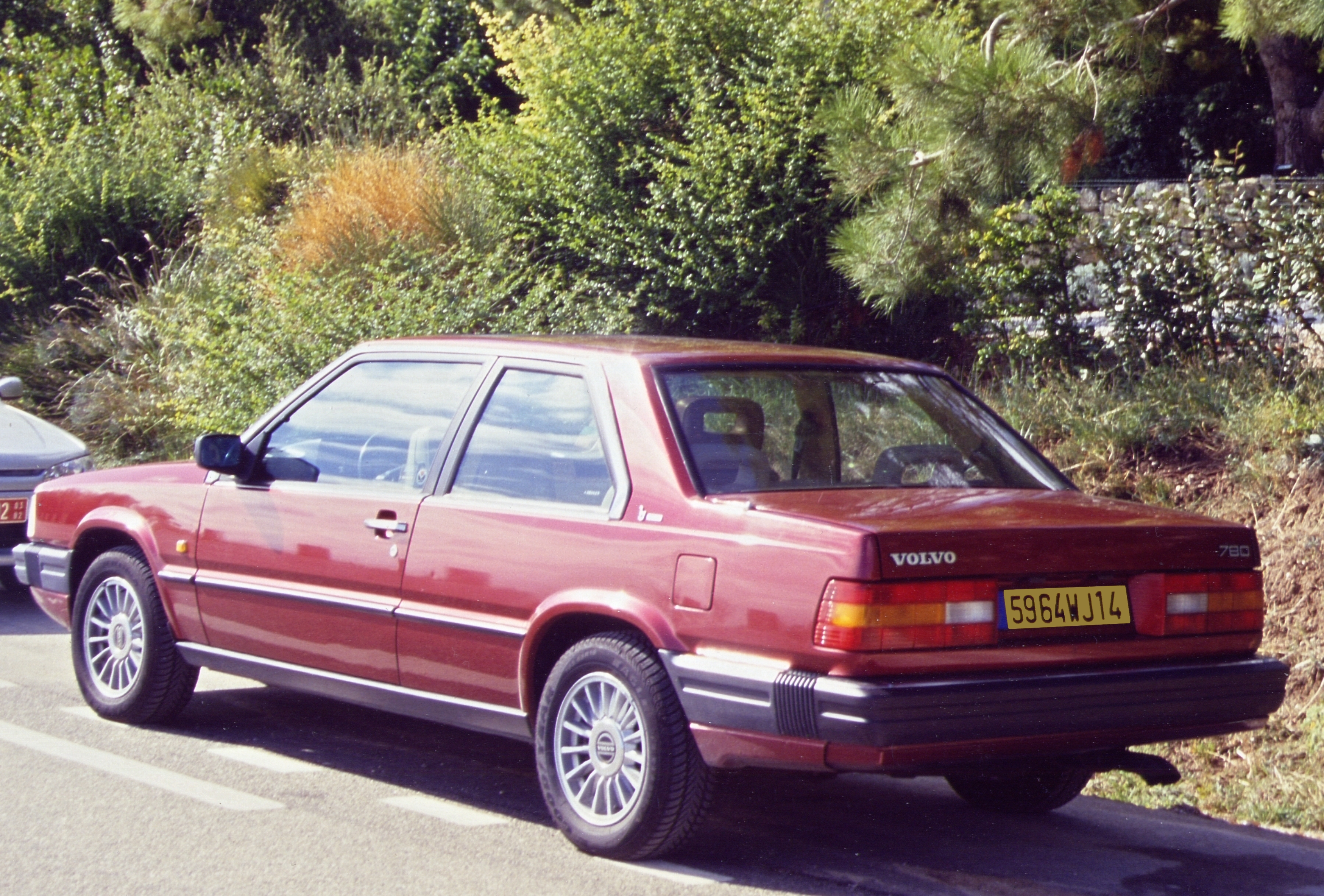
Volvo 780
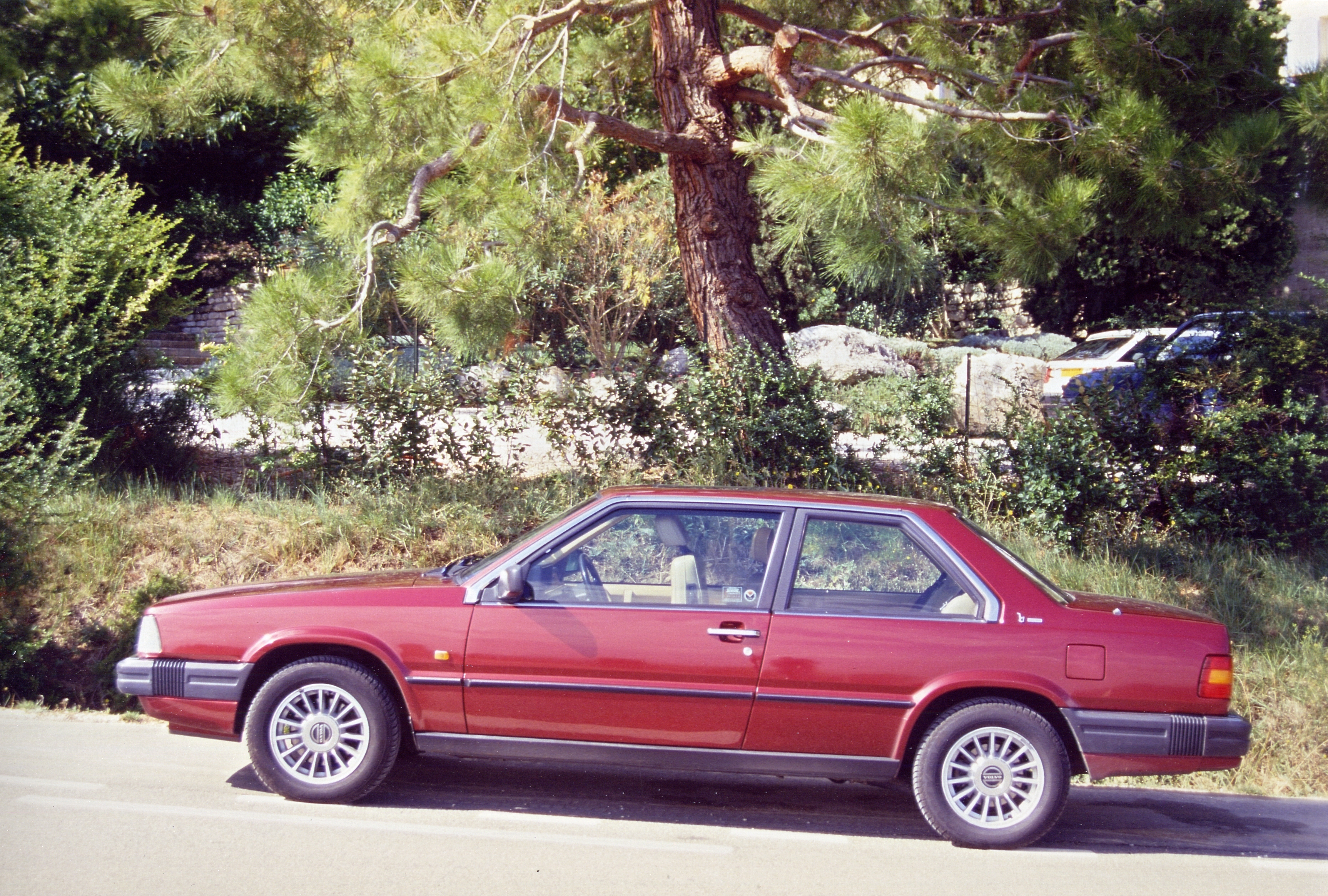
Volvo 780

## Prestanda
Volvo 780 (B280E. 147hk/DIN) Acc 0–100 km/h 12,6 sek. Acc 0–120 km/h 17,8 sek. 
Acc 0–140 km/h 25,6 sek. Acc 0–160 km/h 40,9 sek. 
Toppfart 184 km/h. Källa: Auto, motor und sport nr 19-1987.
Volvo 780 2,0 Turbo 16v (B204GT) Acc 0-100 7,8 sek. Toppfart 213 km/h. Modellen var utvecklad för den italienska marknaden.
Volvo 780 Turbodiesel (D24TIC. 129 hk/DIN)  Acc 0–100 km/h 10,5 sek. Toppfart 188 km/h.